# WildFly
WildFly，原名JBoss AS或者JBoss，是一套应用程序服务器，属于开源的企业级Java中间件软件，用于实现基于SOA架构的web应用和服务。
WildFly包含一组可独立运行的软件。
2006年4月10日，Redhat宣布斥资3.5亿美元收购JBoss。
2014年11月20日，JBoss更名为WildFly。